# Mennonite

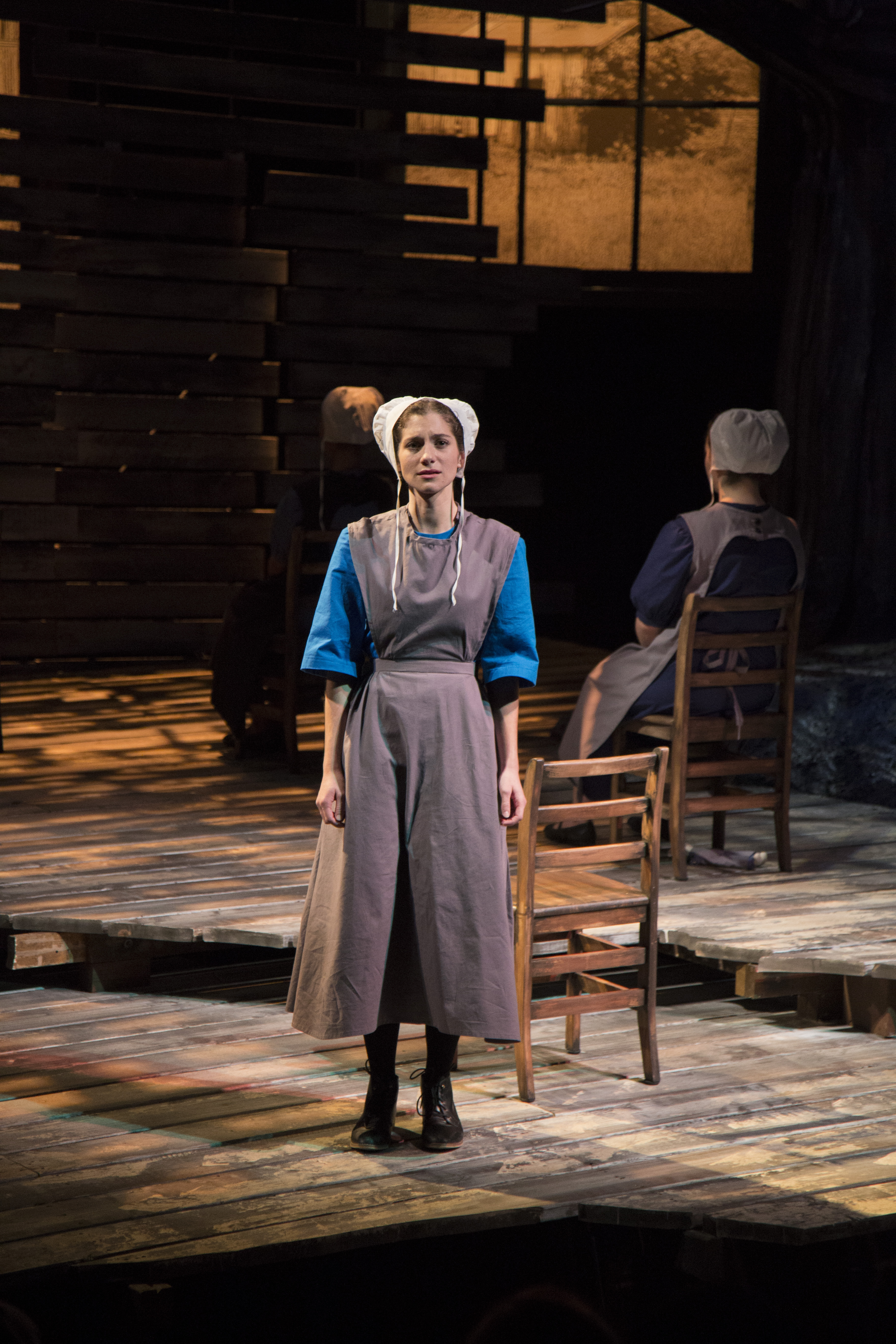
Một nữ tín nhân theo dòng Amish

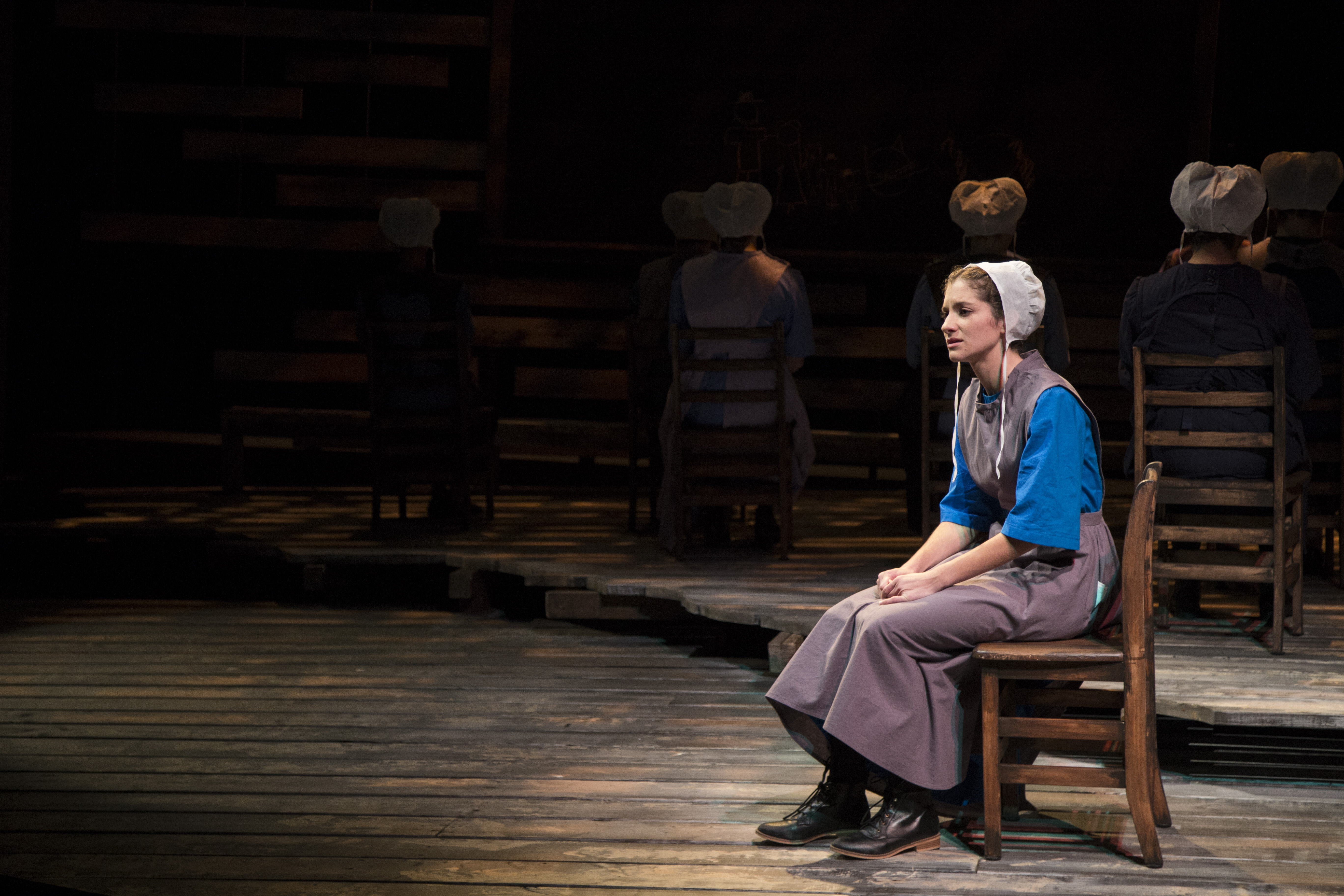
Cô gái Amish

Mennonite (dòng Menno) là một nhóm các cộng đồng tín nhân Cơ Đốc (cộng đoàn) thuộc phái Trùng tẩy (Anabaptist/Rửa tội lại) có nguồn gốc từ thời kỳ cải cách. Tên gọi Mennonite bắt nguồn từ giáo sĩ Menno Simons (1496–1561) của Friesland, một phần của Habsburg Netherlands thuộc Đế quốc La Mã Thần thánh mà ngày nay là Hà Lan. Menno Simons đã trở thành một nhà lãnh đạo cộm cán trong phong trào Rửa tội lại (Anabaptist) có quy mô lớn hơn và là người đương thời với mục sư Martin Luther (1483–1546) và Philip Melanchthon (1497–1560). Thông qua các bài viết của mình về Cuộc Cải cách thì ông Simons đã diễn đạt và chính thức hóa các giáo lý của những người sáng lập ra phái Rửa tội lại (Anabaptist) ở Thụy Sĩ trước đó cũng như các giáo lý ban đầu của những người Mennonite dựa trên niềm tin vào cả sứ mệnh và chức vụ của Chúa Jesus. Các tín ngưỡng đức tin chính thức của người Mennonite đã được hệ thống hóa trong Tuyên bố đức tin Dordrecht (1632), khẳng định rằng "chỉ làm phép rửa tội (báp têm) cho những người tin, rửa chân như một biểu tượng của tinh thần phục vụ, kỷ luật của nhà thờ, xa lánh những người bị khai trừ, việc không thề thốt, kết hôn trong cùng một nhà thờ", không chống đối, và nói chung, nhấn mạnh hơn vào "đạo Cơ đốc đích thực" bao gồm "là người theo đạo Cơ đốc và vâng lời Chúa Kitô" theo cách họ diễn giải từ Kinh thánh.
Thuật ngữ Hội thánh "Anabaptist/Mennonite" là thuật ngữ dùng để mô tả phong trào thần học trong khi "Mennonite" là cộng đoàn (nhóm/giáo hội) đông đúc nhất trong phái Trùng tẩy (Anabaptism). Các thuật ngữ này thường được sử dụng thay thế cho nhau hoặc kết hợp như "Mennonite World Conference" (Diễn đàn thế giới Mennonite) là tên của một tổ chức toàn cầu tạo điều kiện cho cộng đồng giữa các giáo hội liên quan đến Anabaptist và liên quan đến các hiệp thông và tổ chức Cơ Đốc giáo khác trên thế giới tương ngộ với nhau. Một chủng viện nhà thờ lớn ở Elkhart, Indiana có tên là "Chủng viện Kinh thánh Anabaptist Mennonite" và một trang web tham khảo lịch sử có tên là "Bách khoa toàn thư trực tuyến Anabaptist Mennonite toàn cầu". Các vụ việc có hành vi sai trái về tình dục của Giáo hội Trùng tẩy phái Mennonite là các vụ việc có hành vi của các nhà thần học, nhà giáo dục, mục sư, giáo sĩ và nhân viên hoặc những người có quyền lực trong các nhà thờ, tổ chức hoặc tổ chức liên kết Anabaptist/Mennonite bị các tổ chức hội thánh khác coi là có hành vi sai trái về tình dục. Một số vụ việc này cũng có thể bị luật pháp coi là lạm dụng tình dục. Đã có một số vụ việc có hành vi sai trái về tình dục liên quan đến các nhà thần học Cơ đốc Anabaptist đáng chú ý và có ảnh hưởng vào cuối thế kỷ XX và đầu thế kỷ XXI ở Bắc Mỹ và các báo cáo trên phương tiện truyền thông và tạp chí các nhà thờ, hội thánh đã tiết lộ rằng đã có rất nhiều vụ việc lạm dụng tình dục trong suốt lịch sử của Giáo hội Anabaptist và Hội thánh Mennonite.

## Trên thế giới
Những tín nhân Mennonite có thể sinh sống trong các cộng đồng ở 87 quốc gia trên sáu châu lục. Theo thống kê thì dòng tu này có khoảng 2,13 triệu tín nhân (2018). Phần lớn những người theo Mennonite ban đầu, thay vì chiến đấu, đã sống sót bằng cách chạy trốn đến các tiểu bang lân cận, nơi các gia đình cầm quyền chấp nhận đức tin của họ vào lễ rửa tội của tín đồ. Trong nhiều năm, Mennonite đã trở nên nổi tiếng là một trong những Hội thánh hòa bình trong lịch sử, do cam kết của họ đối với chủ nghĩa hòa bình của Cơ đốc giáo. Người Mennonite tìm cách nhấn mạnh những lời dạy của Cơ Đốc giáo thời kỳ đầu trong tín ngưỡng, sự thờ phượng và lối sống của họ. Các giáo đoàn trên toàn thế giới thể hiện nhiều cách tiếp cận khác nhau đối với việc thực hành của những tín nhân Mennonite, từ những người Mennonite Thủ cựu (những người thực hành lối sống không có một số yếu tố của công nghệ hiện đại) đến Dòng Mennonite Bảo thủ (những người vẫn vâng giữ các đặc điểm thần học truyền thống, mặc trang phục giản dị và sử dụng các tiện nghi hiện đại) cho đến những tín nhân Mennonite chính thống (những người không thể phân biệt được về trang phục và ngoại hình với dân chúng nói chung). Hầu hết các giáo phái Mennonite đều có quan điểm bảo thủ về vấn đề đồng tính luyến ái. Giáo hội Mennonite Canada để cho mỗi giáo hội tự quyết định về hôn nhân đồng giới.
Tính đến năm 2007, chính quyền Quebec đã áp dụng chương trình giảng dạy chuẩn cho tất cả các trường công và trường tư. Mặc dù các trường tư có thể thêm tài liệu tùy chọn vào chương trình giảng dạy bắt buộc, nhưng họ không được thay thế nó. Chương trình giảng dạy của Quebec không được các vị phụ huynh của trường Mennonite duy nhất trong tỉnh chấp nhận. Họ nói rằng họ sẽ rời khỏi Quebec sau khi Bộ Giáo dục đe dọa sẽ có hành động pháp lý. Tỉnh này đe dọa sẽ sử dụng dịch vụ bảo vệ thanh thiếu niên nếu trẻ em Mennonite không được đăng ký với Bộ Giáo dục, chúng phải được học tại nhà bằng tài liệu được chính phủ chấp thuận hoặc theo học tại một trường "được công nhận". Người dân địa phương và thị trưởng đã ủng hộ những người Mennonite địa phương. Hội Tin Lành Canada đã viết thư cho chính quyền Quebec vào năm đó để bày tỏ mối quan ngại của mình về tình hình này. Đến tháng 9 năm 2007, một số gia đình Mennonite đã rời khỏi Quebec.
Tại Việt Nam, Báo cáo tự do tôn giáo quốc tế 2014 của Bộ Ngoại giao Hoa Kỳ cáo cuộc rằng các mục sư hội thánh Mennonite tại tỉnh Bình Dương cho biết cảnh sát, chính quyền địa phương, và những người được thuê đã bắt đầu chiến dịch sách nhiễu hồi tháng 6 năm 2014, và kéo dài đến cuối năm. Các mục sư cho biết các lực lượng chính quyền đã đột kích một lớp học giáo lý vào tháng 6 và sau đó bắt giữ 29 mục sư và 47 sinh viên, sau đó đánh đập trước khi thả họ vào ngày hôm sau. Vào tháng 10, các mục sư cho biết cảnh sát địa phương đã sách nhiễu các tín đồ của giáo đoàn khi họ đang trên đường đến nhà thờ, và trong một diễn biến khác, cảnh sát đã đến nơi làm việc của một tín đồ, đưa anh ta đến đồn cảnh sát, và đánh đập. Vào tháng 11 năm 2014, các nguồn tin độc lập cho biết những người được thuê đã phá hoại một nhà thờ Mennonite, ngăn cản các tín đồ ra khỏi nhà, và đưa một số tín đồ Mennonite đến đồn cảnh sát để thẩm vấn. Mặc dù không có sự gián đoạn lớn nào đối với các buổi lễ, song cộng đồng Mennonite tại Bình Dương và Thành phố Hồ Chí Minh cho biết họ vẫn tiếp tục bị sách nhiễu hồi tháng 12 năm 2014. Tại thành phố Hồ Chí Minh, các tín đồ Mennonite có thể tổ chức các buổi lễ Giáng sinh, tuy nhiên một mục sư cho biết nhà chức trách sau đó đã cắt điện nhà thờ để ngăn cản buổi lễ dự định tổ chức ngày 31 tháng 12 năm 2014. Tại Bình Dương, một mục sư cho biết một số người không rõ lai lịch đã phá hoại nhà bếp của Hội thánh Mennonite tại Mỹ Phước và cản trở các tín đồ tham dự lễ Giáng sinh.

## Lạm dụng
Các tổ chức giáo phái Mennonite Church USA và Mennonite Church Canada đã định nghĩa hành vi sai trái tình dục của mục sư trong một tài liệu có tiêu đề "Chính sách và thủ tục hành vi sai trái tình dục của mục sư" được công bố chung vào năm 2016. Tài liệu này định nghĩa chung là "hành vi sai trái" là "hành vi hoặc thiếu sót của một bộ trưởng trái với các chính sách hoặc nguyên tắc của hội nghị khu vực dựa trên sự hiểu biết chung và "hành vi tình dục hóa" là hành vi trong mối quan hệ chuyên môn thể hiện sự quan tâm tình dục hoặc lựa chọn thể hiện chiều hướng tình dục một cách công khai trong mối quan hệ dù là bằng lời nói, điện tử, trên giấy tờ hay bất kỳ hình thức giao tiếp nào khác. Năm 2015, một bài viết đã được viết cho Mennonite Quarterly Review do Goshen College xuất bản tại Goshen, Indiana có tựa đề "Lạm dụng tình dục của các nhà lãnh đạo nhà thờ và việc chữa lành cho nạn nhân" đã định nghĩa "lạm dụng tình dục của giáo sĩ" giải thích một số lời giải thích tiềm ẩn về mặt xã hội học và tâm lý học cho sự xuất hiện của tình trạng lạm dụng tình dục của các nhà lãnh đạo tinh thần và đưa ra các đề xuất về cách các nhà thờ nên phản ứng với các cáo buộc lạm dụng tình dục của giáo sĩ và cách giúp nạn nhân chữa lành.
Giống như hầu hết các giáo phái Cơ đốc khác, không có số liệu thống kê đáng tin cậy nào có sẵn để biết đầy đủ mức độ lạm dụng tình dục của các nhà lãnh đạo trong nhà thờ Mennonite mặc dù bà đã trích dẫn bằng chứng giai thoại của nhà xã hội học Conrad L. Kanagy cho thấy rằng người Mennonite có tỷ lệ lạm dụng tình dục ít nhất bằng với dân số nói chung. Bài báo đưa ra giả thuyết rằng vì Mennonite có các giá trị như tử vì đạo, hòa bình, bất bạo động, yêu kẻ thù và tha thứ nên nạn nhân có thể khó có đủ can đảm để báo cáo và tố cáo những trải nghiệm bị lạm dụng trong nhà thờ và khi nạn nhân, đặc biệt là phụ nữ đi tố giác và báo sự việc với chính quyền thì họ thường không được tin tưởng và thậm chí bị chế giễu hoặc làm cho xấu hổ. Bài báo lập luận rằng Giáo hội Mennonite và các tổ chức thường không phản ứng phù hợp với các báo cáo về lạm dụng tình dục của các nhà lãnh đạo mà chỉ tập trung nhiều hơn vào việc kiểm soát thiệt hại và bảo vệ hình ảnh công khai và phục hồi của thủ phạm và ít quan tâm đến nhu cầu của nạn nhân.
Trong khoảng thời gian từ năm 2005 đến năm 2009 đã có hơn 100 trẻ em gái và phụ nữ ở Manitoba của Bolivia đã bị người Mennonite Bolivia gây mê bằng khí độc và hiếp dâm vào ban đêm tại nhà của họ, một nhóm đàn ông đã gây mê họ bằng thuốc gây mê cho thú. Các bé gái và phụ nữ, bao gồm cả phụ nữ lớn tuổi và người thân của thủ phạm, đã báo cáo những vụ tấn công này, nhưng lúc đầu bị coi là "trí tưởng tượng hoang dại của phụ nữ", hoặc bị quy cho ma quỷ nhập vào. Cuối cùng, một nhóm đàn ông đã bị bắt quả tang. Những người lớn tuổi quyết định rằng vụ việc quá khó để tự mình giải quyết, đã gọi cảnh sát địa phương đến bắt giữ thủ phạm vào năm 2011. Nạn nhân nhỏ tuổi nhất là ba tuổi, và nạn nhân lớn tuổi nhất là 65 tuổi. Những kẻ phạm tội đã sử dụng một loại khí mà bác sĩ thú y dùng để gây mê động vật trong quá trình phẫu thuật. Mặc dù những người đàn ông bị kết án phải chịu án tù dài, một cuộc điều tra năm 2013 đã báo cáo về các vụ tấn công tương tự và các vụ lạm dụng tình dục khác vẫn tiếp diễn. Tác giả người Canada Miriam Toews đã đưa những tội ác này vào trung tâm của cuốn tiểu thuyết của bà có tựa đề Women Talking xuất bản năm 2018.
Mối liên hệ giữa nông dân và các băng đảng ma túy Mexico ở tiểu bang Chihuahua đã chứng kiến sự tương đồng trên khắp Mexico trong suốt cuộc chiến ma túy ở Mexico. Tạp chí Anabaptist World của Mỹ (trước đây gọi là The Mennonite) cũng đã xuất bản các bài viết xoay quanh các vấn đề lạm dụng tình dục và các vấn đề tình dục. Những câu chuyện về "Lạm dụng tình dục trong bối cảnh Mennonite" xuất hiện trên tạp chí vào năm 2016 và "Những gì mà hệ phái Menno đã làm sai trái và sự khác biệt mà nó tạo ra" đã được xuất bản vào năm 2014. Một số tổ chức giám sát nhà thờ đã khởi xướng các chương trình cho phép mọi người thảo luận về các sự kiện trong quá khứ mà họ cảm thấy có thể có hành vi sai trái về tình dục của các nhà lãnh đạo nhà thờ theo cách bảo mật và không có nghĩa vụ phải đưa những sự kiện này ra công chúng hoặc bất kỳ ai khác, có những danh sách các tổ chức đã hưởng ứng làm như vậy với các liên kết đến trang web của họ.
Vào năm 2019, công ty sân khấu lưu động Theatre of the Beat của Canada đã đi lưu diễn để trình diễn vở kịch có tên "#ChurchToo", theo trang web của công ty, vở kịch này nhằm khám phá "cuộc đấu tranh khi lội vào thực tế của hành vi tấn công tình dục và xem xét những khó khăn khi lên tiếng trong một cộng đồng mà chủ đề về tình dục thường bị coi là điều cấm kỵ". Vở kịch được Giáo hội Mennonite miền Đông Canada đặt hàng, được Ủy ban Trung ương Mennonite Canada tài trợ. Theo trang web của Mennonite Abuse Prevention List, một tổ chức phi lợi nhuận dựa trên tình nguyện có nguồn gốc từ chi hội Mennonite của Survivors Network of those Abused by Priests (Mạng lưới những người sống sót sau khi bị các linh mục lạm dụng), trong suốt lịch sử đã có những cáo buộc đáng tin cậy hoặc các trường hợp được xác nhận về lạm dụng tình dục hoặc hành vi sai trái liên quan của một người ở vị trí quyền lực tại nhiều nhà thờ và các tổ chức liên kết với nhà thờ như các tổ chức truyền giáo và dịch vụ nhà thờ, trại hè và các tổ chức truyền thông. Danh sách này bao gồm các tổ chức mà một người bị cáo buộc có hành vi sai trái về tình dục một cách đáng tin cậy đã làm việc nhưng hành vi sai trái về tình dục có thể không xảy ra trong mỗi cộng đồng cụ thể này trong mọi trường hợp.
Các tổ chức tin tức như tờ báo Pittsburgh Post-Gazette, tờ báo The Morning Call có trụ sở tại Allentown, Pennsylvania và Canadian Broadcasting Corporation đã viết các bài báo điều tra về tình trạng lạm dụng tình dục tràn lan bao gồm lạm dụng tình dục trẻ em diễn ra trong các cộng đồng ở Pennsylvania và Manitoba. Năm 2020, một bài giảng thường niên với chủ đề Bài giảng về hòa bình (Peace Lecture) đã được Benjamin Eby của trường Cao đẳng Conrad Grebel và C. Henry Smith trình bày Waterloo, Ontario với tiêu đề bài giảng là "#MennonitesToo: Bạo lực tình dục và Thần học hòa bình Mennonite." Trong bài giảng này, các nghiên cứu đã được trình bày khảo sát các tạp chí của dòng Mennonite là Gospel Herald, Canadian Mennonite và The Mennonite (nay gọi là Anabaptist World) về các câu chuyện lạm dụng tình dục, chủ yếu là các lời kể trực tiếp của nạn nhân từ năm 1970 trở đi, mà do những người phụ nữ viết là chính. Người ta thấy rằng vào những năm 1970, các hồ sơ về lạm dụng tình dục được công bố trên các tạp chí này rất mơ hồ, vào cuối những năm 1980, các câu chuyện kể ở ngôi thứ nhất (kể chuyện giấu tên) bắt đầu xuất hiện và vào những năm 1990, có rất nhiều câu chuyện lạm dụng được báo cáo. Có phản ứng dữ dội cũng như các bình luận của nạn nhân phàn nàn rằng họ bị xấu hổ và được hỗ trợ ít ỏi. Các biên tập viên của các tạp chí này bắt đầu tạo ra các hướng dẫn liên quan đến việc xuất bản những câu chuyện như vậy. Bài giảng cũng lập luận rằng các ấn phẩm chưa đề cập đến việc lạm dụng người LGBTQ+ trong nhà thờ Mennonite.

## Tham khảo

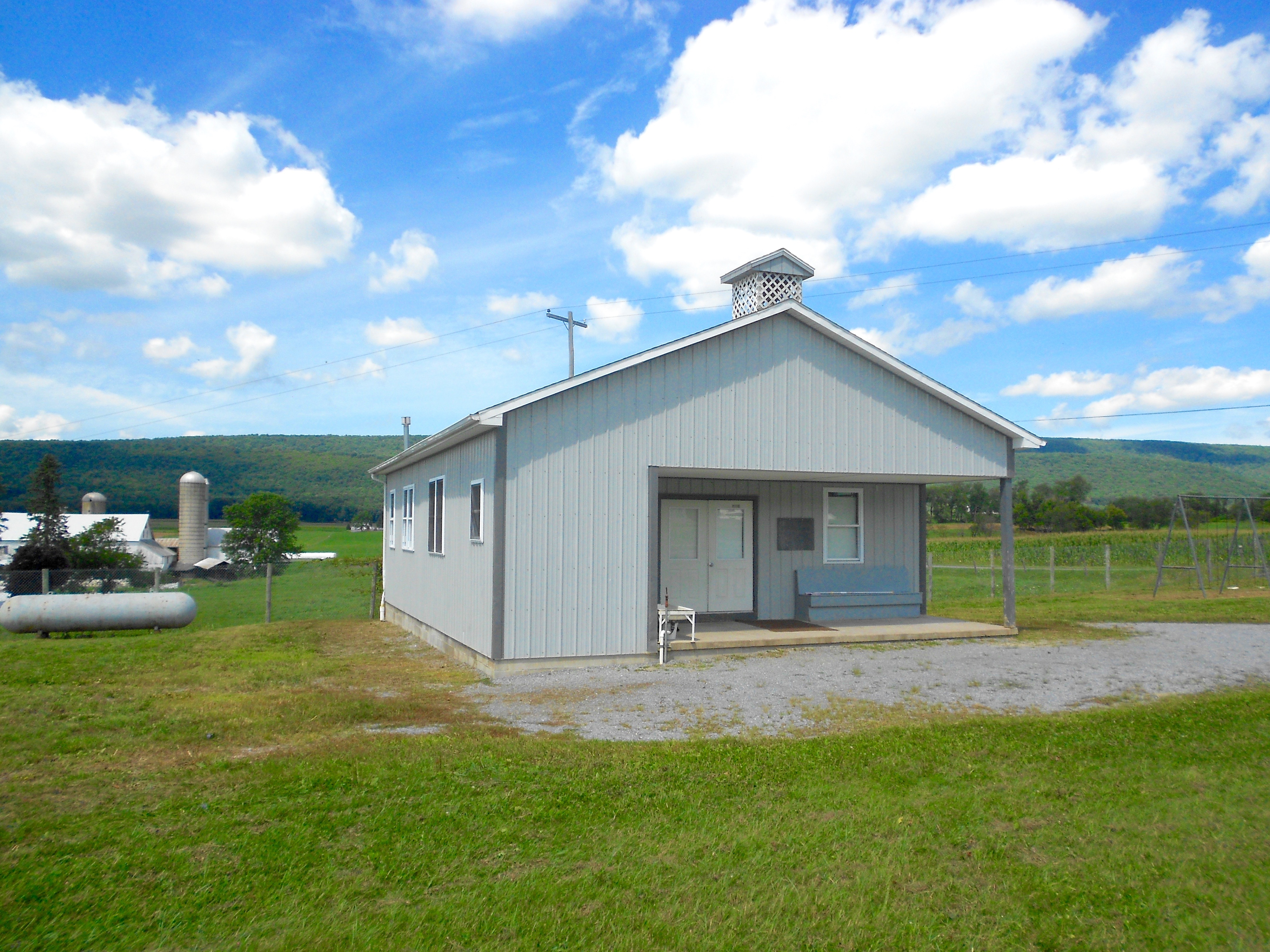
Một ngôi trường Amish

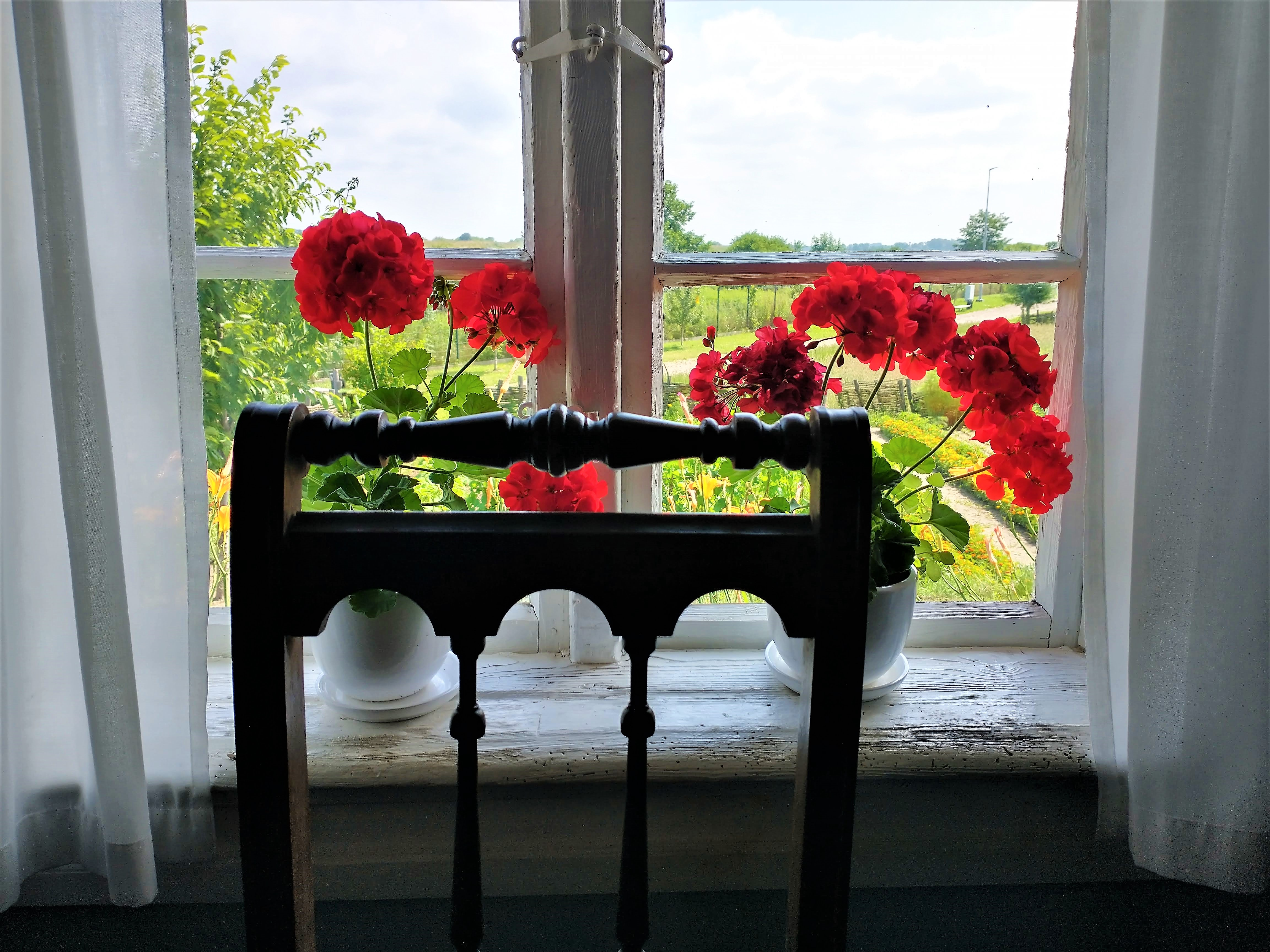
Nội thất của ngôi nhà ở Wielka Nieszawka của tín nhân dòng Menno

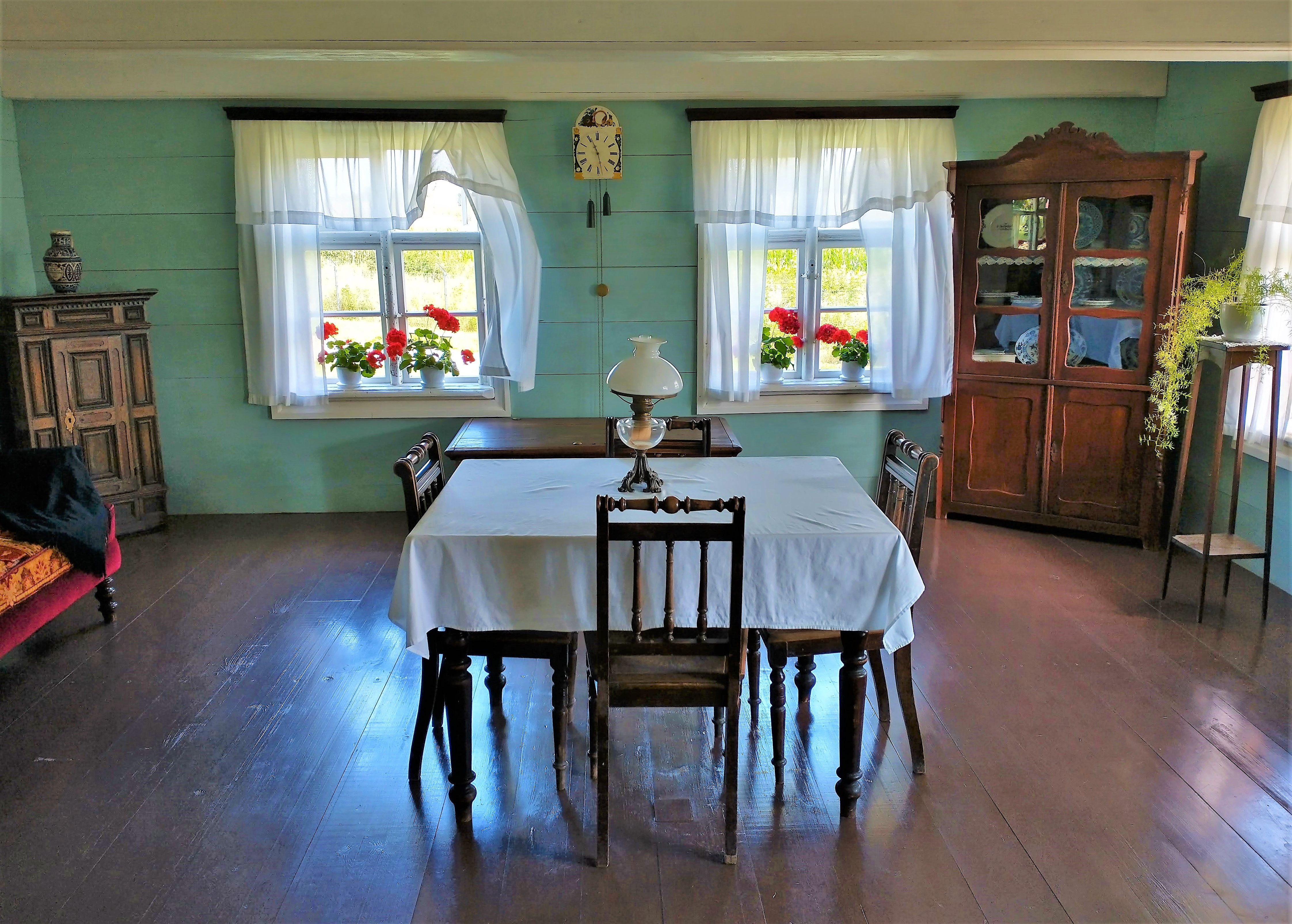
Nội thất của ngôi nhà ở Wielka Nieszawka của tín nhân dòng Menno